# Стипендия Макартура
Стипендия Макартура (англ. MacArthur Fellows Program) — награда, которая ежегодно предоставляется фондом Джона и Кэтрин Макартур гражданам или резидентам США, обычно от двадцати до сорока лет, работающим в любой отрасли и «демонстрирующим исключительные достижения и потенциал для долгой и плодотворной творческой работы». Формальных возрастных ограничений не установлено. Иногда награду называют «грантом для гениев».
Премия выплачивается поквартально в течение пяти лет. По состоянию на 2023 год размер гранта достиг 800 000 долларов США, тогда как прежде его сумма составляла 625 000 долларов. Номинирование на стипендию происходит анонимно, комитетом фонда. Лауреаты премии зачастую узнают о награде, только получив приветственный телефонный звонок.

## Лауреаты стипендии Макартура

### 1980-е
1981
- А. Р. Эммонс[англ.]
- Иосиф Бродский
- Джон Кэрнс[англ.]
- Григорий Чудновский
- Джоэл Э. Коэн
- Роберт Колс[англ.]
- Ричард Кричфилд[англ.]
- Шелли Эррингтон[англ.]
- Говард Гарднер
- Генри Луис Гейтс
- Джон Гавента[англ.]
- Майкл Гизелин[англ.]
- Стивен Джей Гулд
- Ян Грэхем[англ.]
- Дэвид Хокинс[англ.]
- Джон Холдрен
- Ада Луиза Хакстебл[англ.]
- Джон Имбри[англ.]
- Роберт Кейтс[англ.]
- Рафаэл Карл Ли[англ.]
- Эльма Льюис[англ.]
- Кормак Маккарти
- Барбара Мак-Клинток
- Джеймс Алан Макферсон[англ.]
- Рой Моттахеде[англ.]
- Ричард Си Маллиган[англ.]
- Дуглас Ошеров
- Элейн Пейджелс
- Дэвид Пингри
- Пол Дж. Ричардс[англ.]
- Роберт Рут-Бернштейн[англ.]
- Ричард Рорти
- Лоуренс Розен[англ.]
- Карл Эмиль Шорске[англ.]
- Лесли Мармон Силко
- Джозеф Хотон Тейлор
- Дерек Уолкотт
- Роберт Пенн Уоррен
- Стивен Вольфрам
- Майкл Вудфорд[англ.]
- Джордж Цвейг

1982
- Фуад Аджами
- Чарльз Бигелоу[англ.]
- Питер Браун
- Роберт Дарнтон
- Перси Диаконис
- Уильям Гэддис
- Вед Мехта[англ.]
- Роберт Паррис Мозес[англ.]
- Ричард Мюллер
- Конлон Нанкарроу
- Альфонсо Ортис[англ.]
- Франческа Рочберг[англ.]
- Чарльз Сабель[англ.]
- Ральф Шепи[англ.]
- Майкл Силверстейн[англ.]
- Рэндольф Уитфилд-младший[англ.]
- Фрэнк Вильчек
- Фредерик Вайсман
- Эдвард Виттен

1983
- Стивен Берри
- Северин Бялер
- Уильям Кларк[англ.]
- Филип Кёртин
- Уильям Дюрэм[англ.]
- Брэдли Эфрон
- Дэвид Фелтен[англ.]
- Рэндалл Форсберг[англ.]
- Александр Джордж
- Шломо Дов Гойтейн
- Мотт Грин
- Рамон Гутьеррес
- Джон Хопфилд
- Бела Джулеш[англ.]
- Уильям Кеннеди
- Лешек Колаковский
- Сильвия Лоу[англ.]
- Брэд Лейтхаузер[англ.]
- Лоуренс Левин[англ.]
- Ральф Манхейм[англ.]
- Роберт Кинг Мертон
- Уолтер Моррис-младший[англ.]
- Чарльз Пескин[англ.]
- А. К. Рамануджан[англ.]
- Элис Ривлин
- Джулия Робинсон
- Джон Сэйлз
- Ричард Шон[англ.]
- Питер Селларс
- Карен Уленбек
- Адриан Уилсон[англ.]
- Ирэн Уинтер
- Марк Райтон[англ.]

1984
- Джордж Арчибальд
- Шелли Бернстейн
- Питер Бикель
- Эрнесто Кортес[англ.]
- Билл Дрейтон
- Сидни Дрелл
- Митчелл Фейгенбаум
- Майкл Фридман
- Кёртис Хеймс[англ.]
- Роберт Хасс[англ.]
- Ширли Брайс Хит[англ.]
- Дж. Брайан Хехир[англ.]
- Бетт Хоуланд[англ.]
- Билл Ирвин
- Роберт Ирвин[англ.]
- Рут Правер Джабвала
- Фритц Джон[англ.]
- Голуэй Киннелл[англ.]
- Генри Краус[англ.]
- Пауль Оскар Кристеллер
- Сара-Лоуренс Лайтфут[англ.]
- Хитер Лехтман[англ.]
- Майкл Лернер
- Эндрю Льюис[англ.]
- Арнольд Манделл[англ.]
- Питер Мэтьюс[англ.]
- Метью Мезельсон
- Дэвид Роберт Нельсон[англ.]
- Бомонт Ньюхолл[англ.]
- Роджер Пейн[англ.]
- Майкл Пайор[англ.]
- Эдвард Робертс[англ.]
- Джудит Шклар[англ.]
- Чарльз Симик
- Эллиот Сперлинг[англ.]
- Давид Стюарт
- Фрэнк Салловей[англ.]
- Джон Тоус[англ.]
- Алар Тоомре
- Джеймс Таррелл
- Амос Тверски
- Брет Уоллах[англ.]
- Джей Вейсс[англ.]
- Артур Уинфри[англ.]
- Кирк Варнедо
- Карл Вёзе
- Билли Янг[англ.]

1985
- Джоан Абрахамсон[англ.]
- Джон Эшбери
- Джон Ф. Бентон
- Харолд Блум
- Валерий Николаевич Чалидзе
- Уильям Кронон
- Мерс Каннингем
- Джаред Даймонд
- Мэриан Райт Эдельман[англ.]
- Мортон Халперин[англ.]
- Роберт М. Хэйес[англ.]
- Эдвин Хатчинз
- Сэм Малуф[англ.]
- Эндрю Макгвайр[англ.]
- Патрик Нунан[англ.]
- Джордж Остер[англ.]
- Томас Палайма
- Питер Рейвен
- Джейн Ричардсон[англ.]
- Грегори Шопен[англ.]
- Франклин Сталь[англ.]
- Дж. Ричард Стеффи[англ.]
- Эллен Стюарт
- Пол Тейлор
- Яу Шинтун

1986
- Пол Адамс[англ.]
- Милтон Бэббитт
- Кристофер Беквит[англ.]
- Ричард Бенсон[англ.]
- Лестер Браун
- Каролайн Байнум[англ.]
- Уильям Кристиан[англ.]
- Нэнси Фаррисс[англ.]
- Бенедикт Гросс
- Дэрил Хайн[англ.]
- Джек Хорнер
- Томас Джо
- Дэвид Кейтли[англ.]
- Альберт Либхабер[англ.]
- Дэвид Пейдж[англ.]
- Джордж Перл[англ.]
- Джеймс Рэнди
- Дэвид Рудовски[англ.]
- Роберт Шепли[англ.]
- Лео Штейнберг
- Ричард Турко[англ.]
- Томас Уайтсайд[англ.]
- Аллан Вильсон
- Джей Райт[англ.]
- Чарльз Вуоринен

1987
- Уолтер Абиш
- Роберт Аксельрод
- Роберт Колман[англ.]
- Дуглас Крес[англ.]
- Дэниел Фридан[англ.]
- Дейвид Гросс
- Айра Херсковиц
- Ирвинг Хоу
- Уэсли Чарльз Якобс-младший[англ.]
- Питер Джеффри[англ.]
- Хорас Фриланд Джадсон[англ.]
- Стюард Кауффман[англ.]
- Ричард Кенни[англ.]
- Эрик Лэндер
- Майкл Малин[англ.]
- Дебора Мейер
- Арнальдо Момильяно
- Дэвид Мамфорд
- Тина Розенберг[англ.]
- Дэвид Румельхарт
- Роберт Сапольски
- Мейер Шапиро
- Джон Генри Шварц
- Джон Сегер[англ.]
- Стивен Шенкер[англ.]
- Дэвид Дин Шульман
- Мюриэл Сноуден[англ.]
- Марк Стрэнд
- Мэй Свенсон[англ.]
- Хюинь Шань Тхонг[англ.]
- Уильям Джулиус Уилсон[англ.]
- Ричард Рэнгем

1988
- Чарльз Аршамбо[англ.]
- Майкл Баксендолл
- Рут Бехар[англ.]
- Рэн Блейк[англ.]
- Чарльз Бёрнетт[англ.]
- Филип Джеймс Деврис[англ.]
- Андре Дюбю
- Хелен Эдвардс[англ.]
- Джон Элс[англ.]
- Джон Флигл[англ.]
- Корнелл Флейшер[англ.]
- Гетачью Хайле[англ.]
- Рэймонд Дженлоз[англ.]
- Марвин Филип Каль[нем.]
- Наоми Пирс[англ.]
- Томас Пинчон
- Стивен Дж. Пайн[англ.]
- Макс Роуч
- Пол Ролдан[англ.]
- Анна Куртениус Рузвельт[англ.]
- Дэвид Алан Розенберг[англ.]
- Сьюзен Ротрофф[англ.]
- Брюс Шварц[англ.]
- Роберт Шоу[англ.]
- Джонатан Спенс
- Ноэл Свердлоу[англ.]
- Гэри Томлинсон[англ.]
- Алан Уолкер
- Эдди Уильямс[англ.]
- Рита Райт[англ.]
- Гарт Янгберг[англ.]

1989
- Энтони Амстердам[англ.]
- Билли Эйвери[англ.]
- Элвин Бронштейн[англ.]
- Лео Басс[англ.]
- Джей Кантор[англ.]
- Джордж Дэвис
- Аллен Гроссман[англ.]
- Джон Харбисон[англ.]
- Кит Хефнер[англ.]
- Ральф Хотчкисс[англ.]
- Джон Райс Ирвин[англ.]
- Дэниэл Хант Дженсен
- Бернис Джонсон Ригон[англ.]
- Эрон Лански
- Дженнифер Муди[англ.]
- Эррол Моррис
- Вивиан Пейли[англ.]
- Ричард Пауэрс
- Мартин Пурьер[англ.]
- Теодор Розенгартен[англ.]
- Маргарет Росситер[англ.]
- Расселл, Джордж
- Пэм Соло[англ.]
- Эллендея Проффер
- Клэр ван Влит[англ.]
- Бальдемар Веласкес[англ.]
- Билл Виола
- Элиот Уиггинтон[англ.]
- Патрисия Райт

### 1990-е
1990
- Джон Кристиан Бейлар[англ.]
- Марта Кларк[англ.]
- Жак д'Амбуаз[англ.]
- Гай Давенпорт
- Лиза Делпит[англ.]
- Джон Итон
- Пол Эрлих
- Шарлотт Эриксон[англ.]
- Ли Фридлендер[англ.]
- Маргарет Геллер
- Джори Грэм[англ.]
- Патриция Хэмпл[англ.]
- Джон Холландер[англ.]
- Томас Холт
- Давид Каждан
- Кэлвин Кинг[англ.]
- Мими Коэл[англ.]
- Нэнси Копелл[англ.]
- Майкл Мошен[англ.]
- Гэри Пол Набхан[англ.]
- Шерри Ортнер[англ.]
- Отис Питтс
- Ивонна Райнер
- Майкл Шудсон[англ.]
- Ребекка Джарвис Скотт[англ.]
- Марк Шелл[англ.]
- Сьюзен Зонтаг
- Ричард Мэттью Столлман
- Гай Тюдор[нем.]
- Мария Варела[англ.]
- Грегори Властос
- Кент Уили[англ.]
- Эрик Вульф
- Сидни Мануэль Вулф[англ.]
- Роберт Вудсон[англ.]
- Хосе Салакетт[англ.]

1991
- Жаклин Бартон
- Пол Берман[англ.]
- Джеймс Блинн[англ.]
- Тейлор Бранч[англ.]
- Триша Браун
- Мари Джо Буле[англ.]
- Патриция Смит Чёрчленд
- Дэвид Ли Донохо
- Стивен Фелд[англ.]
- Элис Фултон[англ.]
- Гильермо Гомес-Пенья[англ.]
- Ежи Гротовский
- Дэвид Хэммонс[англ.]
- София Брейси Харрис[англ.]
- Льюис Хайд[англ.]
- Али Акбар Хан
- Серджиу Клайнерман[англ.]
- Мартин Крейтман[англ.]
- Харлан Лейн[англ.]
- Уильям Линдер[англ.]
- Патриша Лок[англ.]
- Марк Моррис[англ.]
- Марсель Офюльс[англ.]
- Арнольд Рамперсад
- Гюнтер Шуллер
- Джоэл Шварц[англ.]
- Сесил Тэйлор
- Джули Теймор
- Дэвид Вернер[англ.]
- Джеймс Уэстфал[англ.]
- Элеанор Уилнер[англ.]

1992
- Джанет Беншуф[англ.]
- Роберт Блэкбёрн[англ.]
- Унита Блэкуэлл[англ.]
- Лорна Бург[англ.]
- Стэнли Кэвелл
- Эми Клэмпитт[англ.]
- Ингрид Добеши
- Венди Эвалд[англ.]
- Ирвинг Фельдман[англ.]
- Барбара Филдс[англ.]
- Роберт Холл[англ.]
- Энн Хансон
- Джон Генри Холланд
- Уэс Джексон[англ.]
- Эвелин Фокс Келлер
- Стив Лейси
- Сьюзан Лебсок[англ.]
- Шэрон Лонг
- Норман Маня
- Пол Маршалл[англ.]
- Майкл Массинг[англ.]
- Роберт Маккейб[англ.]
- Сьюзен Мейселас[англ.]
- Амалия Меса-Бейнс[англ.]
- Стивен Шнейдер
- Джоанна Скотт[англ.]
- Джон Таррелл Скотт[англ.]
- Джон Терборг[англ.]
- Твайла Тарп
- Филип Трисман[англ.]
- Лорел Тэтчер Ульрих
- Герат Вермей
- Гюнтер Вагнер

1993
- Нэнси Картрайт
- Димитриос Христодулу
- Мария Кроуфорд[англ.]
- Стэнли Крауч[англ.]
- Нора Ингланд[англ.]
- Пол Фармер
- Виктория Фо[англ.]
- Эрнест Джеймс Гейнс[англ.]
- Педро Хосе Грир[англ.]
- Том Ганн[англ.]
- Энн Хэмилтон[англ.]
- Сокони Каранджа[англ.]
- Энн Лаутербах[англ.]
- Стивен Ли[англ.]
- Кэрол Левин[англ.]
- Эмори Ловинс
- Джейн Любченко
- Рут Любик[англ.]
- Джим Пауэлл[англ.]
- Марджи Профет[англ.]
- Томас Скэнлон
- Аарон Ширли[англ.]
- Уильям Симеринг[англ.]
- Эллен Силбергельд[англ.]
- Леонард ван дер Кёйп[англ.]
- Фрэнк фон Хиппель[англ.]
- Джон Эдгар Уайдман[англ.]
- Хезер Уильямс[англ.]
- Марион Уильямс
- Роберт Уильямс[англ.]
- Генри Райт

1994
- Роберт Адамс[англ.]
- Джеральдин Бланден[англ.]
- Энтони Брэкстон
- Роджерс Брубейкер[англ.]
- Орнетт Коулман
- Израиль Гельфанд
- Фэй Гинзбург[англ.]
- Хайди Хартман[англ.]
- Билл Ти Джонс
- Питер Кенмор[англ.]
- Джозеф Маршалл[англ.]
- Кэролин Маккекуэн[англ.]
- Донелла Медоуз
- Артур Митчелл
- Хьюго Моралес[англ.]
- Джанин Пиз[англ.]
- Уилли Реале[англ.]
- Адриенна Рич
- Сам-Ан Сам[англ.]
- Джек Уиздом[англ.]

1995
- Эллисон Андерс
- Джед Бухвальд
- Октавия Батлер
- Сандра Сиснерос[англ.]
- Сэнди Клоуз[англ.]
- Фредерик Кьюни
- Шэрон Эмерсон[англ.]
- Ричард Формен[англ.]
- Альма Гильермоприето[англ.]
- Вирджиния Гамильтон
- Дональд Хопкинс[англ.]
- Сьюзен Киффер
- Элизабет Лекомпт[англ.]
- Патрисия Лимерик
- Майкл Марлетта
- Памела Мэтсон[англ.]
- Сьюзан Макклэри
- Мередит Монк
- Розалинд Печески[англ.]
- Джоэл Роджерс[англ.]
- Синди Шерман
- Брайан Стивенсон[англ.]
- Николас Штраусфельд[англ.]
- Ричард Уайт

1996
- Роджер Энджел[англ.]
- Хоакин Авила[англ.]
- Аллан Берубе[англ.]
- Барбара Блок[англ.]
- Джоан Бретон Коннелли
- Томас Дэниел[англ.]
- Мартин Дэниел Икес[англ.]
- Ребекка Гольдштейн
- Роберт Гринстейн[англ.]
- Ричард Ховард[англ.]
- Джон Джесурун[англ.]
- Ричард Ленски
- Луис Мессиа[англ.]
- Вонни Маклойд
- Тилиас Мосс[англ.]
- Эйко Отаке[англ.] и Кома Отаке[англ.]
- Натан Зайберг
- Анна Дивер Смит
- Дороти Стоунман[англ.]
- Билл Стриклэнд[англ.]

1997
- Луис Альфаро[англ.]
- Ли Бруер
- Вия Целминьш
- Эрик Чарнов[англ.]
- Элуиза Кобелл[англ.]
- Питер Галисон[англ.]
- Марк Харингтон[англ.]
- Ева Харрис[англ.]
- Майкл Кремер
- Рассел Ланде[англ.]
- Керри Джеймс Маршалл
- Нэнси Моран[англ.]
- Хань Онг[англ.]
- Кэтлин Росс[англ.]
- Памела Самуэльсон
- Сьюзен Стюарт[англ.]
- Элизабет Стреб[англ.]
- Тримпин[англ.]
- Лоик Вакан
- Кара Уокер
- Дэвид Фостер Уоллес
- Эндрю Джон Уайлс
- Бракетт Уильямс[англ.]

1998
- Жанин Антони[англ.]
- Ида Аппельбрук
- Эллен Барри[англ.]
- Тим Бернерс-Ли
- Линда Бирдс[англ.]
- Бернадетт Брутен[англ.]
- Джон Карлстром
- Майк Дэвис[англ.]
- Нэнси Фольбре[англ.]
- Авнер Грейф
- Кун-Лян Гуань[англ.]
- Гэри Хилл
- Эдвард Хирш[англ.]
- Айеша Джалал[англ.]
- Чарльз Джонсон[англ.]
- Лия Крубитцер[англ.]
- Стюарт Кво[англ.]
- Чарльз Льюис[англ.]
- Уильям Макдональд[англ.]
- Питер Миллер[англ.]
- Дон Митчелл[англ.]
- Ребекка Нельсон[англ.]
- Элинор Окс[англ.]
- Ишмаэль Рид[англ.]
- Бенджамин Сантер
- Карл Симс[англ.]
- Дороти Томас[англ.]
- Леонард Зескинд[англ.]
- Мари Циммерман[англ.]

1999
- Джиллиан Бэнфилд
- Каролин Бертоцци
- Сюй Бин[англ.]
- Брюс Блэр[англ.]
- Джон Бонифаз[англ.]
- Шон Карлсон[англ.]
- Марк Даннер[англ.]
- Элисон Де Форж
- Элизабет Диллер[англ.]
- Саул Фридлендер
- Дженнифер Гордон[англ.]
- Дэвид Хиллис[англ.]
- Сара Хоровиц[англ.]
- Жаклин Джонс
- Лора Ли Кисслинг
- Лесли Курк
- Дэвид Леверинг Льюис[англ.]
- Хуан Малдасена
- Гэй Макдугалл[англ.]
- Кэмпбелл Макграт[англ.]
- Денни Мур[англ.]
- Элизабет Мюррей
- Пепон Осорио[англ.]
- Рикардо Скофидио[англ.]
- Питер Шор
- Ева Силверстайн[англ.]
- Вильма Субра[англ.]
- Кен Вандермарк[англ.]
- Наоми Уоллес[англ.]
- Джеффри Уикс[англ.]
- Фред Уилсон[англ.]
- Офелия Зепеда[англ.]

### 2000-е
2000
- Сьюзен Олкок, археолог
- Кристофер Бирд[англ.], палеонтолог
- Люси Блейк[англ.], защитница окружающей среды
- Энн Карсон, поэтесса
- Питер Дж. Хейз[англ.], активист в сфере энергетической политики
- Дэвид Айсей[англ.], продюсер радио
- Альфредо Джаар, фотограф и режиссёр
- Бен Качор[англ.], рисовальщик
- Хидео Мабучи[англ.], физик
- Сьюзен Маршалл[англ.], хореограф
- Сэмюэл Мокби[англ.], архитектор
- Сесилия Муньос[англ.], аналитик гражданско-правовой политики
- Маргарет Марнейн, физик-оптик
- Лора Отис[англ.], литературовед
- Лючия М. Перилло[англ.], поэтесса
- Мэттью Рабин, экономист
- Карл Сафина[англ.], защитник морской среды
- Дэниел П. Шраг[англ.], геохимик
- Сьюзен Сигалл[англ.], гражданская активистка
- Джина Турриджиано[англ.], нейробиолог
- Гари Уртон, антрополог
- Патриша Уильямс[англ.], правовед
- Дебора Уиллис[англ.], историк фотографии и фотограф
- Эрик Уинфри[англ.], учёный-информатик и материаловед
- Яу Хонг Цзе[англ.], математик

2001
- Андреа Барретт[англ.], писательница
- Кристофер Чиба[англ.], астробиолог
- Майкл Дикинсон[англ.], биолог
- Розанна Хаггерти[англ.], специалистка по экономическому развитию
- Лене Хау, физик
- Дэйв Хики[англ.], художественный критик
- Стивен Хаф, пианист и композитор
- Кей Редфилд Джеймисон, психолог
- Сандра Лэнхэм[англ.], защитница окружающей среды
- Иньиго Манглано-Овалье[англ.], художник
- Синтия Мосс[англ.], этнолог
- Дирк Оббинк[англ.], антиковед и папиролог
- Норман Пейс, биохимик
- Сьюзан-Лори Паркс[англ.], драматург
- Брукс Пейт[англ.], физикохимик
- Сяо Цян[англ.], правозащитник
- Жеральдин Сейду[англ.], молекулярный биолог
- Брайт Шенг, композитор
- Дэвид Сперджел, физик
- Джин Страуз[англ.], биограф
- Джули Су, адвокат прав человека
- Дэвид Уилсон[англ.], артист и художник

2002
- Даниэль Аллен, антиковед и политолог
- Бонни Басслер, молекулярный биолог
- Энн Блэр, историк этической мысли
- Кэтрин Бу[англ.], журналистка
- Пол Джинспарг, физик
- Дэвид Б. Голдстин[англ.], специалист по энергосбережению
- Карен Хесс[англ.], писательница
- Джанин Джаггер[англ.], эпидемиолог
- Дэниел Джурафски[англ.], учёный-информатик и лингвист
- Тоба Хедури[англ.], художница-живописец
- Лиз Лерман[англ.], хореограф
- Джордж Э. Льюис[англ.], тромбонист
- Лиза Лу[англ.], художница-инсталлятор
- Эдгар Мейер[англ.], басист и композитор
- Джек Майлз[англ.], писатель и библеист
- Эрик Мюгглер[англ.], антрополог и этнограф
- Сендхил Муллайнатан, экономист
- Стэнли Нельсон[англ.], режиссёр-документалист
- Ли Энн Ньюсом[англ.], палеоэтноботаник
- Даниэла Рус[англ.], учёная-информатик
- Чарльз Стейдел, астроном
- Брайан Такер[англ.], сейсмолог
- Камило Хосе Вергара[англ.], фотограф
- Пол Уеннберг[англ.], атмосферный химик
- Колсон Уайтхед, писатель

2003
- Гильермо Альгазе[англ.], антрополог и археолог
- Джеймс Джозеф Коллинз, биоинженер
- Лидия Дэвис, писательница и переводчица
- Эрик Д. Демайн, учёный в области теоретической информатики и математик
- Коринн Дафка[англ.], правозащитница
- Питер Глейк, специалист по сохранению водных ресурсов
- Освальдо Голихов, композитор
- Дебора Джин, физик
- Анджела Джонсон[англ.], писательница
- Том Джойс[англ.], кузнец
- Сара Х. Каган[англ.], геронтологическая медсестра
- Нед Кан[англ.], художник и дизайнер научных выставок
- Джим Ён Ким, врач общественного здравоохранения
- Наваль М. Нур[англ.], акушер-гинеколог
- Лорен Х. Ризеберг[англ.], ботаник
- Эми Розенцвейг[англ.], химик
- Педро Санчес, агроном
- Латифа Саймон[англ.], руководительница центра развития женщин
- Петр Сис[англ.], иллюстратор
- Сара Зе, скульптор
- Ив Траутт Пауэлл[англ.], историк
- Андерс Винрот[англ.], историк-медиевист
- Дейзи Янгблад[англ.], скульптор
- Сяовэй Чжуан, биофизик

2004
- Анджела Белчер[англ.], учёная-материаловед
- Гретхен Берланд[англ.], врач и кинематографистка
- James Carpenter[англ.], технолог по стеклу
- Джозеф Деризи[англ.], молекулярный биолог
- Кэтрин Готтлиб[англ.], руководительница в сфере здравоохранения Аляски
- Дэвид Грин, новатор в области трансфера технологий
- Александр Хемон, писатель
- Хизер Хёрст[англ.], археологический иллюстратор
- Эдвард Пол Джонс, писатель
- Джон Камм[англ.], эксперт по правам человека
- Дафна Коллер, учёная-информатик
- Наоми Леонард[англ.], инженер
- Томми Линдси[англ.], тренер по школьным дебатам
- Рубен Мартинес[англ.], книготорговец
- Мария Мавруди[англ.], историк и филолог
- Вамси Мута[англ.], клинический молекулярный биолог
- Джуди Пфафф[англ.], скульптор и инсталлятор
- Амина Робинсон[англ.], художница
- Реджинальд Робинсон[англ.], регтайм-пианист и композитор
- Шерил Роговски[англ.], фермер
- Эми Смит[англ.], изобретательница и инженер
- Джули Терио[англ.], микробиолог
- Кэролин Д. Райт[англ.], поэтесса

2005
- Марин Олсоп, дирижёр симфонического оркестра
- Тед Эймс[англ.], рыбак и защитник морской среды
- Терри Беланжер[англ.], специалист по сохранению редких книг
- Эдет Белзберг[англ.], режиссёр-документалист
- Майора Картер[англ.], специалистка по ревитализации городов
- Чэнь Лу[англ.], нейробиолог
- Майкл Коэн[англ.], фармацевт
- Джозеф Кертин[англ.], скрипичный мастер
- Аарон Дворкин[англ.], музыкальный педагог
- Тересита Фернандес[англ.], скульптор и инсталлятор
- Клэр Гмахль, лазерный инженер
- Сью Голди[англ.], врач и исследовательница в области женского здоровья
- Стивен Гудман[англ.], биолог по сохранению
- Пер Харбери[англ.], биохимик
- Николь Кинг, эволюционный биолог
- Джон Клейнберг, учёный-информатик
- Джонатан Летем, писатель
- Майкл Манга[англ.], геофизик
- Тодд Мартинес[англ.], химик-теоретик
- Джули Мерету, художница-живописец
- Кевин Мерфи, экономист
- Олуфунмилайо Олопаде, онколог
- Фазал Шейх[англ.], фотограф
- Эмили Томпсон[англ.], историк
- Майкл Уолш[англ.], специалист по выбросам транспортных средств

2006
- Дэвид Кэрролл[англ.], натуралист, писатель и иллюстратор
- Реджина Картер[англ.], джазовая скрипачка
- Кеннет Катания[англ.], нейробиолог
- Лиза Карран[англ.], лесовод
- Кевин Эгган[англ.], биолог развития
- Джим Фруктерман[англ.], технолог
- Атул Гаванде, хирург и писатель
- Линда Гриффит[англ.], биоинженер
- Виктория Хейл[англ.], предпринимательница в сфере фармацевтики
- Адриан Николь Леблан[англ.], журналистка
- Дэвид Маколей, иллюстратор и автор
- Джозайя Макелени[англ.], скульптор
- Д. Холмс Мортон[англ.], сельский врач и учёный
- Джон А. Рич[англ.], врач
- Дженнифер Ричесон[англ.], социальный психолог
- Сара Рул[англ.], драматург
- Джордж Сондерс, писатель
- Анна Шулейт[англ.], художница
- Шахзия Сикандер[англ.], художница-живописец
- Теренс Тао, математик
- Клэр Томлин[англ.], авиационный инженер
- Луис Фон Ан, учёный-информатик
- Эдит Уиддер, океанограф
- Матиас Залдарриага[англ.], космолог
- Джон Зорн, музыкант и композитор

2007
- Дебора Биэл[англ.], эксперт по разработке стратегий в сфере образования
- Питер Коул[англ.], переводчик, поэт и издатель
- Лиза Купер[англ.], врач общественного здравоохранения
- Рут Дефрис, геоэколог
- Мерседес Доретти, судебный антрополог
- Стюарт Дайбек[англ.], новеллист
- Марк Эдвардс[англ.], инженер по качеству воды
- Майкл Эловиц, молекулярный биолог
- Сол Гриффит[англ.], изобретатель
- Свен Хаакансон[англ.], антрополог, специалист по сохранению культуры и языка алутиик
- Кори Харрис, блюзовый музыкант
- Шерил Хаяши[англ.], биолог
- Ми Ханг Хюинь[англ.], химик
- Клэр Кремен[англ.], биолог по сохранению
- Уитфилд Ловелл[англ.], живописец и художник-инсталлятор
- Йоки Мацуока[англ.], информатик и нейроробототехник
- Линн Ноттидж[англ.], драматург
- Марк Рот[англ.], биомедик
- Пол Ротемунд[англ.], нанотехнолог
- Джей Рубенштейн, историк-медиевист
- Джонатан Шей[англ.], клинический психиатр и антиковед
- Джоан Снайдер[англ.], художница-живописец
- Дон Апшоу, оперная певица
- Шэнь Вэй, хореограф

2008
- Чимаманда Нгози Адичи, писательница
- Уилл Аллен[англ.], городской фермер
- Реджина Бенджамин[англ.], сельский семейный врач
- Кирстен Бомблис[англ.], генетик растений
- Тара Донован[англ.], художница
- Андреа Гез, астрофизик
- Стивен Хьюстон[англ.], антрополог
- Мэри Джексон[англ.], художница по текстилю
- Лейла Юзефович, скрипачка
- Алексей Китаев, физик и информатик
- Уолтер Китунду[англ.], мультимедийный художник
- Сьюзен Манго, биолог развития
- Дайан Мейер[англ.], гериатр
- Дэвид Монтгомери[англ.], геоморфолог
- Джон Оксендорф[англ.], инженер-строитель и историк архитектуры
- Питер Проновост[англ.], врач интенсивной терапии
- Адам Рисс, астроном
- Алекс Росс, музыкальный критик
- Вафаа Эль-Садр[англ.], врач-инфекционист
- Нэнси Сираиси[англ.], историк медицины
- Марин Солжачик, физик-оптик
- Салли Темпл[англ.], нейробиолог
- Дженнифер Типтон[англ.], художница по свету
- Рэйчел Уилсон[англ.], экспериментальный нейробиолог
- Мигель Сенон[англ.], саксофонист

2009
- Линси Аддарио[англ.], фотожурналистка
- Маниш Агравала[англ.], разработчик компьютерного зрения
- Тимоти Барретт[англ.], изготовитель бумаги
- Марк Брэдфорд[англ.], художник смешанной техники
- Эдвидж Дантика, писательница
- Рэкстроу Даунс[англ.], живописец
- Эстер Дуфло, экономистка
- Дебора Айзенберг[англ.], новеллистка
- Хэ Линь[англ.], молекулярный биолог
- Питер Хайберс[англ.], климатолог
- Джеймс Лонгли[англ.], кинематографист
- Лакшминараян Махадеван[англ.], прикладной математик
- Хизер Макхью[англ.], поэтесса
- Джерри Митчелл[англ.], журналист-расследователь
- Ребекка Они[англ.], новатор в сфере здравоохранения
- Ричард Прум[англ.], орнитолог
- Джон Роджерс, прикладной физик
- Элин Сакс[англ.], юристка по вопросам психического здоровья
- Джилл Симан[англ.], врач-инфекционист
- Бет Шапиро[англ.], эволюционный биолог
- Дэниел Сигман[англ.], биогеохимик
- Мэри Тинетти[англ.], врач-гериатр
- Камилла Аттербек[англ.], цифровая художница
- Теодор Золи[англ.], инженер-мостостроитель

### 2010-е
2010
- Амир Або-Шаир[англ.], преподаватель физики
- Джесси Литтл Доу Бэрд[англ.], специалистка по сохранению языков коренных народов
- Келли Бенуа-Бёрд[англ.], морской биолог
- Николас Бенсон[англ.], резчик по камню
- Дрю Берри, биомедицинский художник-мультипликатор
- Карлос Д. Бустаманте[англ.], популяционный генетик
- Мэттью Картер[англ.], дизайнер шрифтов
- Дэвид Кромер[англ.], театральный режиссёр
- Джон Дабири[англ.], биофизик
- Шеннон Ли Доуди[англ.], антрополог
- Аннет Гордон-Рид[англ.], историк Америки
- Ли Июнь, писательница
- Михаль Липсон, физик-оптик
- Нергис Мавальвала[англ.], квантовый астрофизик
- Джейсон Моран[англ.], джазовый пианист и композитор
- Кэрол Падден[англ.], специалистка в области жестовой лингвистики
- Хорхе Пардо, художник-инсталлятор
- Себастьян Рут[англ.], альтист, скрипач и музыкальный педагог
- Эммануэль Саэс, экономист
- Дэвид Саймон, автор, сценарист и продюсер
- Дон Сонг[англ.], специалистка по компьютерной безопасности
- Марла Спивак, энтомолог
- Элизабет Тёрк[англ.], скульптор

2011
- Джад Абумрад[англ.], радиоведущий и продюсер
- Мари-Тереза Коннолли[англ.], адвокат по правам пожилых людей
- Роланд Фрайер[англ.], экономист
- Жанна Ган, архитектор
- Элоди Гедин[англ.], паразитолог и вирусолог
- Маркус Грейнер[англ.], физик конденсированного состояния
- Кевин Гаскевиц[англ.], исследователь спортивной медицины
- Питер Хесслер[англ.], журналист, автор лонгридов
- Тия Майлз, публичный историк
- Мэтью Нок[англ.], клинический психолог
- Франсиско Нуньес[англ.], хоровой дирижёр и композитор
- Сара Отто, генетик-эволюционист
- Шветак Пател, учёный-информатик и специалист по сенсорным технологиям
- Дафнис Прието[англ.], джазовый перкуссионист и композитор
- Кей Райан, поэт
- Мелани Сэнфорд[англ.], химик-металлоорганик
- Уильям Сили, невролог
- Джейкоб Солл[англ.], историк Европы
- Алисия Элсбет Столлингз, поэтесса и переводчица
- Убальдо Витали[англ.], реставратор и мастер серебряного дела
- Алиса Вайлерштайн[англ.], виолончелистка
- Юкико Ямасита[англ.], биолог развития

2012
- Наталия Альмада[англ.], режиссёр-документалист
- Ута Барт[англ.], фотограф
- Клэр Чейз[англ.], предпринимательница и флейтистка
- Радж Четти[англ.], экономист
- Мария Чудновская[англ.], математик
- Эрик Коулман[англ.], гериатр
- Хунот Диас, писатель-фантаст
- Дэвид Финкель[англ.], журналист
- Оливье Гийон[англ.], физик-оптик и астроном
- Элисса Халлем[англ.], нейробиолог
- Ан-Ми Ли[англ.], фотограф
- Саркис Мазманян[англ.], медицинский микробиолог[англ.]
- Динау Менгесту, писатель
- Морис Лим Миллер[англ.], новатор в области социальных услуг
- Дилан Пеннингрот[англ.], историк
- Терри Планк, геохимик
- Лора Пойтрас, режиссёр-документалист
- Нэнси Рабале[англ.], морской эколог
- Бенуа Роллан[англ.], мастер по изготовлению смычковых инструментов
- Дэниэл Спилмен, учёный-информатик
- Мелоди Шварц[англ.], биоинженер
- Крис Тили[англ.], мандолинист и композитор
- Бенджамин Варф[англ.], нейрохирург

2013
- Кайл Абрахам[англ.], хореограф и танцор
- Дональд Антрим[англ.], писатель
- Фил Баран, химик-органик
- Кевин Бойс[англ.], палеоботаник
- Джеффри Бреннер[англ.], врач общей практики
- Колин Камерер, поведенческий экономист
- Джереми Денк[англ.], пианист и писатель
- Анджела Дакворт[англ.], психолог-исследователь
- Крейг Фенни[англ.], материаловед
- Робин Флеминг, историк Средневековья
- Карл Хабер[англ.], специалист по реставрации аудиозаписей
- Виджей Айер[англ.], джазовый пианист и композитор
- Дина Катаби, учёная-информатик
- Джули Ливингстон[англ.], историк общественного здравоохранения и антрополог
- Дэвид Лобелл[англ.], сельскохозяйственный эколог
- Тарелл Элвин Маккрейни, драматург
- Сьюзен Мёрфи[англ.], статистик
- Шейла Ниренберг[англ.], нейробиолог
- Алексей Ратманский, хореограф
- Ана Мария Рей[англ.], физик-атомщик
- Карен Рассел[англ.], писательница
- Сара Сигер, астрофизик
- Маргарет Сток[англ.], иммиграционный адвокат
- Керри Мэй Уимс, фотограф и видеохудожница

2014
- Даниэль Бассетт[англ.], физик
- Элисон Бекдел, рисовальщица и мемуаристка
- Мэри Л. Бонауто[англ.], адвокат по правам человека
- Тами Бонд, инженер-эколог
- Стив Коулман[англ.], джазовый композитор и саксофонист
- Сара Дир[англ.], правовед и адвокат
- Дженнифер Эберхардт, социальный психолог
- Крейг Джентри[англ.], учёный-информатик
- Терренс Хейз[англ.], поэт
- Джон Хеннебергер[англ.], защитник жилищных прав
- Марк Херсам[англ.], материаловед
- Сэмюэл Д. Хантер[англ.], драматург
- Памела Лонг, историк науки и техники
- Рик Лоу[англ.], художник в сфере паблик-арта
- Джейкоб Лурье, математик
- Халед Маттава[англ.], переводчик и поэт
- Джошуа Оппенхаймер, режиссёр-документалист
- Ай-Джен Пу[англ.], профсоюзная деятельница
- Джонатан Рэппинг[англ.], адвокат по уголовным делам
- Тара Захра[англ.], историк Европы Новейшего времени
- Чжан Итан, математик

2015
- Патрик Авуа[англ.], предприниматель в сфере образования
- Картик Чандран[англ.], инженер-эколог[43]
- Та-Нехаси Коутс[англ.], журналист
- Гэри Коэн[англ.], защитник окружающей среды
- Мэттью Десмонд, социолог города
- Уильям Дихтел[англ.], химик
- Мишель Дорранс[англ.], танцовщица степа и хореограф
- Николь Айзенман[англ.], художница
- Латойя Руби Фрейзер[англ.], фотограф и видеохудожница
- Бен Лернер[англ.], писатель
- Мими Лиен[англ.], сценограф[44]
- Лин-Мануэль Миранда, драматург, композитор и актёр
- Димитрий Накассис[англ.], археолог-классик
- Джон Новембре[англ.], учёный в области вычислительной биологии
- Кристофер Ре[англ.], учёный-информатик
- Марина Рустоу, историк[45]
- Хуан Сальгадо, общественный деятель
- Бет Стивенс[англ.], нейробиолог
- Лоренц Штудер, биолог стволовых клеток
- Алекс Трусделл[англ.], дизайнер
- Бэзил Твист[англ.], кукловод
- Эллен Брайант Войт[англ.], поэтесса
- Хейди Уильямс[англ.], экономистка
- Ян Пэйдун, химик-неорганик

2016
- Ахилан Аруланантам[англ.], адвокат по правам человека
- Дэрил Болдуин[англ.], лингвист и защитник культурного наследия
- Энн Бастинг[англ.], театральная художница и педагог
- Винсент Фекто[англ.], скульптор
- Брэнден Джейкобс-Дженкинс[англ.], драматург
- Келли Джонс[англ.], историк искусства и куратор
- Субхаш Хот, учёный в области теоретической информатики
- Джош Кун[англ.], историк культуры
- Мэгги Нельсон, писательница
- Дайан Ньюман[англ.], микробиолог
- Виктория Орфан[англ.], геобиолог
- Ману Пракаш[англ.], биофизик и изобретатель
- Хосе А. Киньонес[англ.], новатор в сфере финансовых услуг
- Клаудия Рэнкин[англ.], поэтесса
- Лорен Реднисс[англ.], художница и писательница
- Мэри Рид Келли[англ.], видеохудожница
- Ребекка Ричардс-Кортум, биоинженер
- Джойс Дж. Скотт[англ.], ювелир и скульптор
- Сара Стиллман[англ.], журналистка, автор лонгридов
- Билл Тис, учёный-информатик
- Джулия Вольф, композитор
- Джин Луэнь Янг[англ.], графический романист
- Ю Цзинь-Цюань[англ.], химик-синтетик

2017
- Нджидека Акунили Кросби[англ.], художница
- Сунил Амрит, историк
- Грег Асбед[англ.], аналитик по правам человека
- Энни Бейкер[англ.], драматург
- Регина Барзилай, учёная-информатик
- Дауд Бей[англ.], фотограф
- Эммануэль Кандес[англ.], математик и статистик
- Джейсон Де Леон[англ.], антрополог
- Рианнон Гидденс[англ.], музыкант
- Николь Ханна-Джонс[англ.], журналистка
- Кристина Хименес Морета[англ.], активистка
- Тейлор Мак[англ.], художник-перформансист
- Рами Нашашиби[англ.], общественный деятель
- Вьет Тхань Нгуен, писатель
- Кейт Орфф[англ.], ландшафтный архитектор
- Тревор Паглен[англ.], художник
- Бетси Леви Палак[англ.], психолог
- Дерек Петерсон[англ.], историк
- Дэймон Рич[англ.], дизайнер и градостроитель
- Стефан Сэвидж[англ.], учёный-информатик
- Юваль Шарон[англ.], оперный режиссёр
- Тайшон Сорей[англ.], композитор
- Габриэль Виктора[англ.], иммунолог
- Джесмин Уорд[англ.], писательница

2018
- Дебора Эстрин, учёная-информатик
- Келли Линк, писательница
- Эми Финкельштейн, экономистка в области здравоохранения
- Дорис Цао, нейробиолог
- Мэттью Окойн[англ.], композитор и дирижёр
- Джули Олт[англ.], художница и куратор
- Уильям Барбер II[англ.], пастор
- Клиффорд Брэнгвинн, инженер-биофизик
- Натали Диас[англ.], поэтесса
- Ливия Эберлин[англ.], химик
- Грегг Гонсалвес[англ.], активист в области глобального здоровья
- Виджай Гупта[англ.], музыкант
- Бекка Хеллер[англ.], адвокат
- Радж Джаядев[англ.], организатор сообществ
- Тайтус Кафар[англ.], художник
- Джон Кин[англ.], писатель
- Доминик Мориссо[англ.], драматург
- Оквуи Окпоквасили[англ.], хореограф
- Кристина Олсон[англ.], психолог
- Лиза Паркс[англ.], медиаисследовательница
- Ребекка Сэндфер[англ.], правовед
- Аллан Слай[англ.], математик
- Сара Т. Стюарт-Мукхопадхьяй[англ.], геолог
- Ву Тсанг[англ.], режиссёр и художница-перформансистка
- Кен Уорд-младший[англ.], журналист-расследователь

2019
- Элизабет Андерсон[англ.], философ
- Суджата Балига[англ.], адвокат
- Линда Бэрри[англ.], рисовальщица, автор графических романов и педагог
- Мел Чин[англ.], художник
- Даниэль Ситрон[англ.], правовед
- Лиза Дагерд[англ.], реформатор уголовного правосудия
- Энни Дорсен[англ.], театральный режиссёр
- Андреа Даттон[англ.], геохимик и палеоклиматолог
- Джеффри Гибсон[англ.], визуальный художник
- Мэри Халворсон[англ.], гитаристка и композитор
- Саидия Хартман[англ.], литературовед и историк культуры
- Уолтер Худ[англ.], художник в сфере паблик-арта
- Стейси Джупитер[англ.], океанолог
- Закари Липпман[англ.], биолог-ботаник
- Валерия Луиселли, писательница
- Келли Литл Эрнандес[англ.], историк
- Сара Майкельсон[англ.], хореограф
- Джеффри Алан Миллер[англ.], литературовед
- Джерри Митровица[англ.], учёный в области теоретической геофизики
- Эммануэль Пратт[англ.], дизайнер-урбанист
- Кэмерон Роуленд[англ.], художник
- Ванесса Рута[англ.], нейробиолог
- Джошуа Тененбаум[англ.], когнитивист
- Дженни Тонг[англ.], эволюционный антрополог и генетик
- Оушен Вуонг, поэт и писатель
- Эмили Уилсон[англ.], филолог-классик и переводчица

### 2020-е
2020
- Наньфу Ван[англ.], режиссёр-документалист
- Жаклин Вудсон, писательница
- Мэри Л. Грей[англ.], антрополог, исследовательница медиа
- Пол Дауэнхауэр[англ.], инженер-химик
- Нора Джемисин, писательница
- Кэтрин Коулман Флауэрс[англ.], борец за гигиену окружающей среды
- Ральф Лемон[англ.], художник
- Полина Лишко, биолог
- Сесиль Маклорин Сальван, певица и композитор
- Тресси Макмиллан Коттом[англ.], социолог и писательница
- Томас Митчелл[англ.], правовед, специалист в области имущественного права
- Наталия Молина[англ.], американский историк
- Фред Мотен[англ.], культуролог и поэт
- Кристина Ривера Гарса[англ.], писательница
- Мохаммад Сейедсаямдост, биохимик
- Форрест Стюарт, социолог
- Ларисса Фастхорс[англ.], драматург
- Дэмиен Фейр[англ.], когнитивный нейробиолог
- Моника Шлайер-Смит[англ.], физик-экспериментатор
- Нельс Элде, эволюционный генетик
- Исайя Эндрюс[англ.], эконометрист

2021
- Ханиф Абдурракиб[англ.], музыкальный критик, эссеист, поэт
- Дэниел Аларкон[англ.], писатель и радиопродюсер
- Марселла Алсан[англ.], врач и экономист
- Тревор Бедфорд[англ.], вирусолог
- Реджинальд Дуэйн Беттс[англ.], поэт и юрист
- Кристина Ибарра[англ.], режиссёр-документалист
- Джордан Кастил[англ.], художница
- Ибрам Кенди[англ.], американский историк
- Даниэль Линд-Рамос[англ.], скульптор и художник
- Десмонд Мид[англ.], правозащитник
- Джошуа Миле[англ.], разработчик адаптивных технологий
- Мишель Монье[англ.], невролог и невроонколог
- Моника Муньос Мартинес[англ.], историк
- Сафия Нобл[англ.], исследовательница цифровых медиа
- Тейлор Перрон, геоморфолог
- Алекс Ривера[англ.], режиссёр
- Ибрагим Сиссе[англ.], клеточный биофизик
- Жаклин Стюарт[англ.], киновед и куратор
- Кианга-Яматта Тейлор[англ.], историк
- Виктор Дж. Торрес[англ.], микробиолог
- Николь Флитвуд[англ.], искусствовед
- Дон Ми Чхве[англ.], поэтесса и переводчица
- Лиза Шульте Мур[англ.], ландшафтный эколог
- Джесси Шапиро[англ.], экономист
- Джаволе Уилла Джо Золлар[англ.], хореограф

2022
- Эмили Ван[англ.], врач и исследовательница
- Мелани Вуд[англ.], математик
- Марта Гонсалес[англ.], музыкант
- Мориба Джа[англ.], аэродинамик
- Дженна Джамбек[англ.], инженер-эколог
- Дженнифер Карлсон[англ.], социолог
- Моника Ким, историк
- Робин Уолл Киммерер[англ.], ботаник и писательница
- Прити Криштель[англ.], адвокат
- Кьесе Лаймон[англ.], писатель
- Джозеф Дрю Лэнхэм[англ.], орнитолог
- Рубен Джонатан Миллер[англ.], социолог и соцработник
- Икуэ Мори[англ.], музыкант и композитор
- Стивен Прохира, физик
- Стивен Рагглз[англ.], демограф-историк
- Томека Рид[англ.], виолончелистка и композитор
- Лоретта Росс[англ.], правозащитница
- Таварес Стрэкан[англ.], художник
- Аманда Уильямс[англ.], художница и архитектор
- Габриэль Форман, историк
- Данна Фридман[англ.], химик
- Джун Ха, математик
- Скай Хопинка[англ.], художник и кинорежиссёр
- Пол Чан[англ.], художник
- Йеджин Чхве[англ.], учёная-информатик

2023
- Андреа Армстронг, юрист-правовед в области пенитенциарной системы
- Тендаи Ачиуме[англ.], учёная-правовед
- Иэн Бассин[англ.], адвокат, борец за демократию
- Кортни Брайан[англ.], композитор и пианистка
- Джейсон Буэнростро, биолог
- Эмбер Вутич[англ.], антрополог
- Диана Грин Фостер, демограф и исследовательница репродуктивного здоровья
- Мария Магдалена Кампос-Понс[англ.], мультидисциплинарная художница
- Кэролин Лазард[англ.], художница
- Ада Лимон, поэтесса
- Лестер Маккей[англ.], информатик и статистик
- Патрик Макуакане, Куму[англ.] хула, защитник культурного наследия
- Линси Марр[англ.], инженер-эколог
- Мануэль Муньос[англ.], писатель-новеллист
- Имани Перри[англ.], междисциплинарная исследовательница и писательница
- Дьяни Уайт Хоук[англ.], мультидисциплинарная художница
- Парк Уильямс, гидроклиматолог
- Рина Фойгель Барбер[англ.], статистик
- Люси Хутира[англ.], эколог
- Рейвен Чакон[англ.], композитор и художник

2024
- Лока Эшвуд[англ.], социолог
- Руха Бенджамин[англ.], трансдисциплинарная исследовательница и писательница
- Джастин Вивиан Бонд[англ.], артист
- Джерико Браун[англ.], поэт
- Тони Коукс[англ.], медиахудожник
- Никола Делл[англ.], учёная в области информационной науки и информатики
- Джонни Гандельсман[англ.], скрипач и продюсер
- Стерлин Харджо[англ.], кинорежиссёр
- Хуан Фелипе Эррера[англ.], поэт, педагог и писатель
- Лин Ма[англ.], писательница
- Дженнифер Л. Морган, историк
- Марта Муньос[англ.], эволюционный биолог
- Шайлая Пайк[англ.], историк
- Джозеф Паркер, эволюционный биолог
- Эбони Г. Паттерсон[англ.], мультимедийная художница
- Шамель Питтс[англ.], танцор и хореограф
- Венди Ред Стар[англ.], визуальная художница
- Джейсон Рейнольдс[англ.], детский и юношеский писатель
- Дороти Робертс[англ.], правовед и исследовательница государственной политики
- Кейван Г. Стэссан[англ.], научный педагог и астроном
- Бенджамин Ван Муй, океанограф
- Элис Вонг[англ.], писательница, редактор, защитница прав людей с инвалидностью